# Citoplasma

Esquema d'una cèl·lula animal, amb els orgànuls i altres components subcel·lulars:
(1) Nuclèol
(2) Nucli cel·lular
(3) Ribosomes (els punts petits)
(4) Vesícula
(5) Reticle endoplasmàtic rugós
(6) Aparell de Golgi
(7) Citoesquelet
(8) Reticle endoplasmàtic llis
(9) Mitocondri
(10) Vacúol
(11) Citoplasma
(12) Lisosoma
(13) Centríols dins del centrosoma

El citoplasma és la part de la cèl·lula procariota que es troba dins de la membrana plasmàtica i la part de la cèl·lula eucariota que es troba entre el nucli cel·lular i la membrana. Consisteix en una emulsió col·loidal molt fina d'aspecte granulós, el citosol o hialoplasma, i una diversitat d'orgànuls cel·lulars que tenen diferents funcions.
La seva funció és contenir els orgànuls cel·lulars i contribuir al seu moviment. El citosol és el lloc on es produeixen molts dels processos metabòlics de la cèl·lula.
El citoplasma a vegades es divideix en una regió externa gelatinosa, propera a la membrana i implicada en el moviment cel·lular, que s'anomena ectoplasma i una part interna més fluida que rep el nom d'endoplasma, que és on es troben la majoria d'orgànuls. El citoplasma es troba tant a les cèl·lules procariotes com a les eucariotes i s'hi troben dissolts diversos nutrients que han aconseguit travessar la membrana cel·lular.
El citoplasma de les cèl·lules eucariotes està subdividit per una xarxa de membranes conegudes com a reticle endoplasmàtic (llis i rugós) que serveixen de superfície de treball per moltes de les seves activitats bioquímiques.
El reticle endoplasmàtic rugós és present a totes les cèl·lules eucariotes (no a les procariotes) i predomina en les que fabriquen grans quantitats de proteïnes per exportar. És continu amb la membrana externa de l'embolcall nuclear, que també té ribosomes adherits.

## Citoesquelet

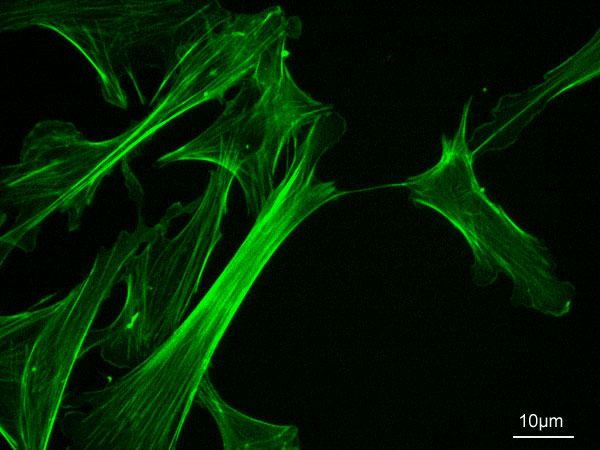
Citoesquelet de fibroblasts de l'embrió d'un ratolí.

Al citoplasma hi ha una xarxa de filaments proteics que donen forma i organització interna a la cèl·lula i permeten el seu moviment. El conjunt d'aquests filaments s'anomena citoesquelet. Hi ha diversos tipus de filaments:
- Microfilaments o filaments d'actina, típics de les cèl·lules musculars.
- Microtúbuls, que apareixen dispersos al hialoplasma o formen estructures més complexes, com el fus acromàtic.
- Filaments intermedis com els filaments de ceratina típics de les cèl·lules epidèrmiques.

Al seu torn, aquestes estructures mantenen una relació amb les proteïnes, i originen altres estructures més complexes i estables. També són les encarregades del moviment citològic.

## Citosol
El citosol es defineix com la part del citoplasma que roman al supernatant després de centrifugar un extracte cel·lular a 150.000 g durant una hora. Està format per una solució líquida anomenada hialoplasma o citosol, on es troben els diferents orgànuls. És un material aquós, una solució o suspensió de biomolècules vitals mòbils. Molts processos bioquímics, incloent-hi la glucòlisi, tenen lloc al citosol.
En una cèl·lula eucariota, pot ocupar d'un 50% a un 80% del volum total de la cèl·lula. Es compon aproximadament d'un 70% d'aigua mentre que la resta dels seus components són molècules que formen una dissolució col·loidal. Aquestes molècules solen ser macromolècules.
En ser un líquid aquós, el citosol no té forma o estructura estables, si bé transitòriament, pot adquirir dos tipus de formes:
- Una forma amb consistència de gel.
- Col·loide, de consistència fluida.

Els canvis en la forma del citosol són deguts a les necessitats temporals de la cèl·lula pel que fa al metabolisme, i tenen un paper important en la locomoció cel·lular.

## Orgànuls
El citoplasma es compon d'orgànuls amb diferents funcions. Cada orgànul té una funció específica a la cèl·lula. El citoplasma té una part del genoma de l'organisme. Tot i que la majoria es troba al nucli, alguns orgànuls, entre com els mitocondris i cloroplasts, tenen una certa quantitat d'ADN.

### Ribosomes

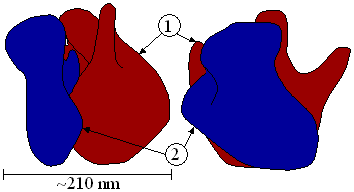
Estructura d'un ribosoma. Les subunitats major (1) i menor (2) estan unides.

Els ribosomes són grànuls citoplasmàtics que es troben a totes les cèl·lules, i mesuren al voltant de 29 mm en les cèl·lules procariotes i 32 nm en les eucariotes. També són portadors de l'ARN ribosòmic.
És als ribosomes on es produeix la síntesi de les proteïnes. Els ARN missatgers (ARNm) i els ARN de transferència (ARNt) se sintetitzen al nucli, i després es transmeten al citoplasma com molècules independents. L'ARN ribosòmic (ARNr) entra al citoplasma en forma de subunitat ribosomal. Atès que hi ha dos tipus de subunitats, al citoplasma s'uneixen les dues subunitats amb molècules ARNm per formar ribosomes complets actius.
Els ribosomes actius poden estar suspesos al citoplasma o units al reticle endoplasmàtic rugós. Els ribosomes suspesos al citoplasma tenen la funció principal de sintetitzar les següents proteïnes:
- Proteïnes que formaran part del citosol.
- Proteïnes que construiran els elements estructurals.
- Proteïnes que componen elements mòbils al citoplasma.

Els ribosomes consten de dues parts, una subunitat major i una altra de menor; aquestes surten del nucli cel·lular per separat. Per experimentació es pot deduir que es mantenen unides per càrregues, ja que en baixar la concentració de Mg+2 les subunitats tendeixen a separar-se.

### Lisosomes
Els lisosomes són vesícules esfèriques d'entre 0,2 i 0,8 μm de diàmetre. Contenen al voltant de 50 enzims, generalment hidrolítics, en solució àcida, ja que els seus enzims ho necessiten per un funcionament òptim. Els lisosomes mantenen separats aquests enzims de la resta de la cèl·lula per evitar que reaccionin químicament amb els altres elements i orgànuls.
Els lisosomes utilitzen els seus enzims per reciclar els diferents orgànuls de la cèl·lula, englobant, digerint i alliberant els seus components al citosol. Aquest procés es denomina autofàgia: la cèl·lula digereix estructures pròpies quan aquestes ja no són necessàries. El material queda englobat per vesícules que provenen del reticle endoplasmàtic i l'aparell de Golgi, formant un autofagosoma. En unir-se al lisosoma primari forma un autofagolisosoma i segueix el mateix procés que en el cas anterior.
A l'endocitosi, els materials són recollits de l'exterior de la cèl·lula i englobats mitjançant la membrana plasmàtica, formant així un fagosoma. El lisosoma s'uneix al fagosoma formant un fagolisosoma i hi aboca el seu contingut, degradant les seves substàncies. Una vegada hidrolitzades, les molècules utilitzables passen a l'interior de la cèl·lula per entrar en rutes metabòliques; el que no és necessari per a la cèl·lula és expulsat per exocitosi.
Els lisosomes també aboquen els seus enzims cap a fora de la cèl·lula (exocitosi) per degradar altres materials.
En vista de les seves funcions, la seva presència és elevada als glòbuls blancs, ja que aquests tenen la funció de degradar cossos invasors.

### Vacúols
Els vacúols són sacs fluids envoltats d'una membrana. En les cèl·lules vegetals, tan sols n'hi ha dos o tres de gran mida, mentre que en les cèl·lules animals n'hi ha diversos d'una mida més reduïda. La membrana que els envolta s'anomena tonoplast. El vacúol de la cèl·lula vegetal té una solució de sals minerals, sucres, aminoàcids i a vegades pigments com l'antocianina.
El vacúol vegetal té diverses funcions:
- Els sucres i aminoàcids poden actuar com un dipòsit temporal d'aliment.
- Les antocianines tenen la pigmentació que dona color als pètals.
- Generalment tenen enzims i poden prendre la funció dels lisosomes.

La funció dels vacúols a les cèl·lules animals és servir magatzem de proteïnes; aquestes proteïnes són guardades pel seu ús posterior, o més aviat per la seva exportació de la cèl·lula mitjançant el procés d'exocitosi. En aquest procés, els vacúols es fonen amb la membrana i el seu contingut és traslladat cap a fora de la cèl·lula. El vacúol també pot ser utilitzat pel procés d'endocitosi.

### Vesícules
Les vesícules són compartiments petits i tancats per una bicapa lipídica, la funció dels quals és emmagatzemar, transportar i digerir productes i residus cel·lulars.

### Reticle endoplasmàtic
El reticle endoplasmàtic és un complex sistema i conjunt de membranes connectades entre si que forma un esquelet citoplasmàtic. La seva forma pot variar, ja que la seva naturalesa depèn de l'arranjament de cèl·lules, que poden estar comprimides o organitzades de manera solta.
És un conjunt de cavitats tancades de forma molt variable: làmines aplanades, vesícules globulars o tubs d'aspecte sinuós. Aquests es comuniquen entre si i formen una xarxa contínua separada de el hialoplasma per la membrana del reticle endoplasmàtic. En conseqüència, el contingut del líquid del citoplasma queda dividit en dues parts: l'espai luminar o cisternal contingut en l'interior del reticle endoplasmàtic i l'espai citosòlic que comprèn l'exterior del reticle endoplasmàtic.

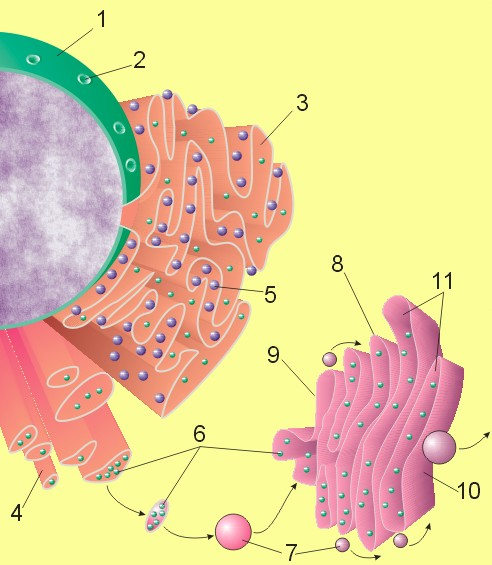
Imatge d'un nucli, el reticle endoplasmàtic i l'aparell de Golgi.
(1) Nucli
(2) Porus nuclear
(3) Reticle endoplasmàtic rugós (RER)
(4) Reticle endoplasmàtic llis (REL)
(5) Ribosoma en el RER
(6) Proteïnes sent transportades
(7) Vesícula (transport)
(8) Aparell de Golgi
(9) Costat cis de l'aparell de Golgi
(10) Costat trans de l'aparell de Golgi
(11) Cisternes de l'aparell de Golgi

Les seves principals funcions inclouen:
- Circulació de substàncies que no s'alliberen al citoplasma.
- Àrea per un seguit de reaccions químiques.
- Síntesi i transport de proteïnes produïdes pels ribosomes adossats a les seves membranes (únicament RER).
- Glucosilació de proteïnes (únicament RER).
- Producció de lípids i esteroides (únicament REL).
- Serveix d'esquelet estructural per mantenir la forma cel·lular.

#### Reticle endoplasmàtic rugós
Quan la membrana està envoltada de ribosomes, s'anomena reticle endoplasmàtic rugós (RER). L'RER té com funció principal la síntesi de proteïnes, i és precisament per aquesta raó que es dzacèl·lules en creixement i les que segreguen enzims. De la mateixa manera, un dany a la cèl·lula pot fer que hi hagi un increment en la síntesi de proteïnes, i que l'RER es desenvolupi, ja que es necessiten proteïnes per reparar el dany.
Les proteïnes es transformen i es desplacen d'una regió de l'RER a l'aparell de Golgi. En aquests cossos també se sintetitzen macromolècules que no inclouen proteïnes.

#### Reticle endoplasmàtic llis
El reticle endoplasmàtic llis (REL), es diferencia del rugós a priori per no tenir ribosomes adherits a la membrana. La seva funció principal és la de produir els lípids de la cèl·lula, concretament fosfolípids i colesterol, que després passen a formar part de les membranes cel·lulars. La resta de lípids cel·lulars (àcids grassos i triacilglicerols) se sintetitzen al si del citosol, i és per aquesta raó que és més abundant en cèl·lules que tinguin secrecions relacionades, com per exemple una glàndula sebàcia.

### Aparell de Golgi
L'aparell de Golgi, anomenat per qui el va descobrir, Camillo Golgi, té una estructura similar al reticle endoplasmàtic, però és més compacte. Està compost de sacs de membrana de forma discoïdal i es troba a prop del nucli cel·lular.
Dictiosoma és el nom donat a cada pila de sacs. Mesuren al voltant d'1 µm de diàmetre i agrupa unes sis cisternes, tot i que en els eucariotes inferiors el seu nombre pot arribar a 30. En les cèl·lules eucariotes, l'aparell de Golgi es troba més o menys desenvolupat segons la funció que desenvolupi. En cada cas, el nombre de dictiosomes varia des d'uns pocs fins a nombrosos.

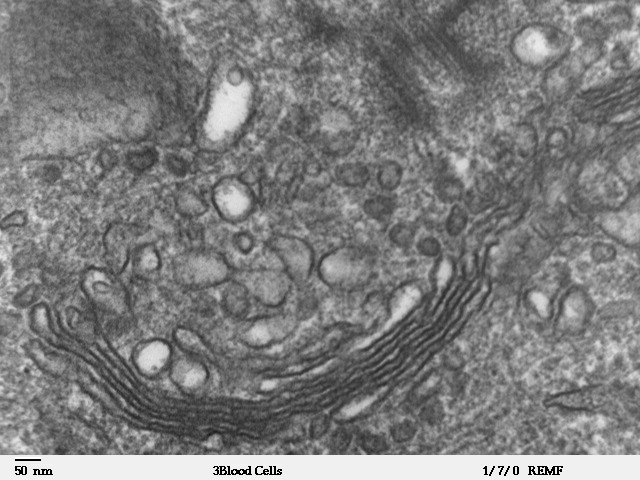
Fotografia de l'aparell de Golgi feta amb un microscopi electrònic.

L'aparell de Golgi està format per una o més sèries de cisternes lleugerament corbes i aplanades limitades per membranes, conjunt que és conegut com a apilament de Golgi o dictiosoma. Els extrems de cada cisterna estan dilatats i envoltats de vesícules que o bé es fusionen amb aquest comportament, o bé se'n separen mitjançant gemmació.
L'aparell de Golgi està estructuralment i bioquímica polaritzat. Té dues cares diferents: la cara cis o de formació, i la cara trans o de maduració. La cara cis se situa prop de les membranes del RE. Les seves membranes són fines i la seva composició és similar a la de les membranes del reticle. Al voltant seu es troben les vesícules de Golgi, anomenades també vesícules de transició, que deriven de l'RE. La cara trans sol estar a prop de la membrana plasmàtica. Les seves membranes són més gruixudes i s'assemblen a la membrana plasmàtica. En aquesta cara es localitzen unes vesícules més grans, les vesícules secretores.
Les seves funcions són les següents:
- Modificació de substàncies sintetitzades a l'RER: a l'aparell de Golgi es transformen les substàncies procedents de l'RER. Aquestes transformacions poden ser addicions de restes de carbohidrats per aconseguir l'estructura definitiva o per ser proteolizats i així adquirir la seva conformació activa. Per exemple, a l'RER de les cèl·lules acinoses del pàncrees s'hi sintetitza la proinsulina, que a causa les transformacions que pateix a l'aparell de Golgi adquirirà la forma o conformació definitiva de la insulina. Els enzims que es troben a l'interior dels dictiosomes són capaços de modificar les macromolècules mitjançant la glicosilació (addició de carbohidrats) i la fosforilació (addició de fosfats). Per això, a l'aparell de Golgi es transporten certes substàncies com nucleòtids i sucres a l'interior de l'orgànul des del citoplasma. Les proteïnes també són marcades amb seqüències senyal que en determinen la destinació final, com per exemple, la mannosa-6-fosfat que s'afegeix a les proteïnes destinades als lisosomes.
- Produir glicoproteïnes requerides en la secreció en afegir un carbohidrat a la proteïna.
- Produir enzims secretors, com enzims digestius del pàncrees: les substàncies travessen tots els sàculs de l'aparell de Golgi i quan arriben a la cara trans del dictiosoma, en forma de vesícules de secreció, són transportades al seu destí fora de la cèl·lula, travessant la membrana citoplasmàtica per exocitosi. Un exemple són els proteoglicans que formen la matriu extracel·lular dels animals. L'aparell de Golgi és el principal orgànul de síntesi de carbohidrats. D'això se n'encarregaran els enzims del Golgi per mitjà d'un residu de xilosa. Una altra manera de marcar una proteïna pot ser per mitjà de la sulfatació d'una sulfotransferasa, que guanya una molècula de sofre d'un donador anomenat PAP. Aquest procés té lloc als GAG dels proteoglicans, així com als nuclis de les proteïnes. Aquest nivell de sulfatació és molt important pels proteoglicans, etiquetant funcions i donant una càrrega neta negativa als proteoglicans.
- Segregar carbohidrats, com els utilitzats per restaurar la paret cel·lular.
- Transportar i emmagatzemar lípids.
- Formar lisosomes primaris.

### Mitocondris

Estructura del mitocondri:
1) Membrana interna
2) Membrana externa
3) Crestes mitocondrials
4) Matriu

El mitocondri és un orgànul que es troba pràcticament a totes les cèl·lules eucariotes. El seu nombre varia segons el tipus cel·lular, i la seva mida és generalment de 10 μm de llarg per 1,5 μm d'ample.
Els mitocondris estan envoltats d'una membrana doble. La més externa és la que controla l'entrada i sortida de substàncies dins i fora de la cèl·lula i separa a l'orgànul de el hialoplasma. La membrana externa conté proteïnes de transport especialitzades que permeten el pas de molècules des del citosol cap a l'interior de l'espai intermembranari.
Les membranes dels mitocondris es componen de fosfolípids i proteïnes. Ambdós materials s'uneixen formant un reticle lipidoproteic. Els mitocondris tenen diferents funcions:
- Oxidació del piruvat a CO₂ acoblada a la reducció dels portadors electrònics NAD+ i FAD (a NADH i FADH₂)
- Transferència d'electrons des del NADH i FADH₂ al O₂, acoblada a la generació de força protó-motriu
- Ús de l'energia emmagatzemada al gradient electroquímic de protons per la síntesi d'ATP pel complex F1 F0.

La membrana interna està plegada cap al centre, donant lloc a extensions anomenats crestes mitocondrials, algunes de les quals s'estenen al llarg de tot l'orgànul. La seva funció principal és obtenir energia per mitjà de la respiració cel·lular. La superfície d'aquestes crestes té grànuls a la seva longitud.
L'espai entre les dues membranes és l'espai intermembranari. La resta del mitocondri és la matriu, un material semirígid que conté proteïnes, lípids i una mica d'ADN.

#### Matriu
La matriu mitocondrial es compon d'un material semifluid. Té una consistència de gel a causa de la presència d'una elevada concentració de proteïnes hidrosolubles, es compon d'un 50% d'aigua i inclou: molècules d'ADN (l'ADN mitocondrial) doble i circular, que contenen informació per sintetitzar un bon nombre de proteïnes mitocondrials; molècules d'ARN mitocondrial formant els mitoribosomes, diferents de la resta dels ribosomes mòbils; ribosomes (els mitoribosomes), que es troben tant lliures com adossats a la membrana mitocondrial interna. Són semblants als ribosomes bacterians. També hi ha ions, calci, fosfats, ADP, ATP, coenzims-A i grans quantitats d'enzims.

#### Membrana interna
Aquesta membrana mitocondrial té una superfície més gran a causa de les crestes mitocondrials. És molt rica en proteïnes en comparació altres membranes cel·lulars. Entre els seus lípids no s'hi troba el colesterol, i és rica en un fosfolípid poc freqüent, la cardiolipina.
La membrana interna conté proteïnes amb quatre tipus de funcions:
- Les que porten el control de les reaccions d'oxidació-reducció de la fosforilació oxidativa.
- L'ATP sintasa, que genera ATP a la matriu.
- Proteïnes de transport específiques que regulen el pas metabòlic d'entrada i de sortida de la matriu.
- Proteïnes d'importació de maquinària.

#### Membrana externa
La membrana externa dels mitocondris és semblant a les altres membranes cel·lulars, especialment a la del reticle endoplasmàtic. Entre els seus components destaquen: les proteïnes, que formen grans "canals aquosos o porines", que la fan molt permeable, al contrari del que passa amb la membrana mitocondrial interna i els enzims, com els que activen els àcids grassos perquè siguin oxidats a la matriu.

#### Espai intermembranós
La seva composició és semblant a la del hialoplasma. Entre les seves funcions hi ha:
- Oxidacions respiratòries.
- Producció de molècules que serveixen com a precursors per a la biosíntesi de macromolècules al hialoplasma.
- Síntesi de proteïnes mitocondrials. Aquesta funció es realitza igual que la síntesi de proteïnes en el hialoplasma.

### Cloroplasts
El cloroplast és un orgànul que només està present a les cèl·lules fotosintètiques, i la seva funció és dur a terme la fotosíntesi. Igual que el mitocondri, el cloroplast està envoltat per una doble membrana (les dues llises, emperò) amb un espai intermembranós i conté ADN propi. El seu nombre varia segons el tipus de cèl·lula, des de dos o tres fins a entre quinze i vint en el cas de les angiospermes. La seva mida oscil·la entre 3 i 10 μm de diàmetre i d'1 a 2 μm de gruix. Els cloroplasts tenen una gran reserva de midó.
En presència de llum solar produeixen metabòlits rics en energia i O₂ a partir dels electrons de l'aigua, l'energia de la llum i el CO₂, seguint la reacció general:
{\displaystyle nH_{2}O+nCO_{2}\longrightarrow (CH_{2}O)n+nO_{2}}
L'obtenció d'energia a través de la fotosíntesi es divideix en la fase lluminosa i la fase fosca.

### Centríols
Els centríols són orgànuls presents només a les cèl·lules animals. S'encarreguen de dirigir el moviment dels filaments de citoesquelet, a més d'intervenir en la divisió cel·lular i la formació de cilis, flagels, axostils, filaments parabasals i rizoplasts. Cada centríol està aparellat amb un altre (excepte durant la divisió cel·lular), està format per nou triplets de microtúbuls que formen un cercle i està recobert per una capa proteica densa.

### Peroxisomes

Estructura bàsica d'un peroxisoma.

Els peroxisomes són cossos amb membrana, esfèrics, amb un diàmetre d'entre 0,5 i 08 μm. Es formen per gemmació a partir del reticle endoplasmàtic llis. A més de ser granulars, no tenen estructura interna. Tenen un nombre d'enzims metabòlicament importants, en particular la catalasa, que catabolitza la degradació del peròxid d'hidrogen. Aquesta és la raó per la qual es diuen peroxisomes. La degradació del peròxid d'hidrogen és representada a l'equació següent.
{\displaystyle H_{2}O_{2}+R'H_{2}\longrightarrow R'+2H_{2}O}
Duen a terme reaccions d'oxidació que no produeixen directament energia utilitzable per la resta de la cèl·lula (no generen ATP). Als peroxisomes també s'hi degraden les purines i, en les plantes, intervenen en la fotorespiració. També sintetitzen aigua oxigenada (H₂O₂), que és metabolitzada dins del mateix peroxisoma.